# Уорд, Барбара (антрополог)
Барбара Уорд (англ. Barbara E. Ward, 2 января 1919, Ноттингем — январь 1983, Британский Гонконг) — британский социальный антрополог и академик, изучавшая китайское общество.

## Жизнь
Уорд родилась в 1919 году. Она изучала историю в Ньюнэм-колледже, женском колледже Кембриджского университета. Затем она поступила в Лондонский университет, где в 1942 году получила диплом педагога. В течение следующих пяти лет она преподавала в Англии и Западной Африке. Во время преподавания в Гане она заинтересовалась социальной антропологией. В 1949 году она получила степень магистра в Лондонской школе экономики, изучив народ Ганы, говорящий на эве.
В 1950 году Уорд переехала в Гонконг. Она преподавала социологию в Китайском университете Гонконга, дослужившись до ранга ридера. Она провела три года, изучая антропологию народа Кау Сай. Она много раз возвращалась в Китай и писала о районе Новых Территорий.
За свою академическую карьеру она читала лекции в Лондонском университете, Корнеллском университете, Кембриджском университете и Китайском университете Гонконга.
Под конец жизни она работала над книгой о лодочниках Гонконга.

## Избранные работы
- Ward, Barbara E. The Interplay of East and West: Elements of Contrast and Co-Operation. — George Allen & Unwin, 1957.
- Ward, Barbara E. Women in the new Asia: the changing social roles of men and women in South and South-east Asia. — Paris : UNESCO, 1963.
- Ward, Barbara E. Chinese festivals in Hong Kong / Barbara E. Ward, Joan Law. — Hong Kong : China Books & Periodicals, 1982. — ISBN 978-9621000026.
- Ward, Barbara E. Through Other Eyes. — Hong Kong : Chinese University, 1985. — ISBN 978-9622013247.
- Ward, Barbara E. (1985). Kau Sai, an Unfinished Manuscript (PDF). Journal of the Royal Asiatic Society Hong Kong Branch. 25: 27–118. ISSN 1991-7295.